# Wereldkampioenschap superbike van Phillip Island 2011
Het wereldkampioenschap superbike van Phillip Island 2011 was de eerste ronde van het wereldkampioenschap superbike en het wereldkampioenschap Supersport 2011. De races werden verreden op 27 februari 2011 op het Phillip Island Grand Prix Circuit op Phillip Island, Australië.

## Superbike

### Race 1
| Pos | Nr  | Rijder           | Constructeur | Rondes | Tijd      | Grid | Punten |
| --- | --- | ---------------- | ------------ | ------ | --------- | ---- | ------ |
| 1   | 7   | Carlos Checa     | Ducati       | 22     | 34:16.503 | 1    | 25     |
| 2   | 1   | Max Biaggi       | Aprilia      | 22     | +4.365    | 2    | 20     |
| 3   | 91  | Leon Haslam      | BMW          | 22     | +10.719   | 4    | 16     |
| 4   | 58  | Eugene Laverty   | Yamaha       | 22     | +11.266   | 5    | 13     |
| 5   | 33  | Marco Melandri   | Yamaha       | 22     | +11.293   | 8    | 11     |
| 6   | 84  | Michel Fabrizio  | Suzuki       | 22     | +12.039   | 9    | 10     |
| 7   | 96  | Jakub Smrž       | Ducati       | 22     | +20.294   | 6    | 9      |
| 8   | 66  | Tom Sykes        | Kawasaki     | 22     | +20.742   | 10   | 8      |
| 9   | 41  | Noriyuki Haga    | Aprilia      | 22     | +22.421   | 14   | 7      |
| 10  | 11  | Troy Corser      | BMW          | 22     | +25.822   | 7    | 6      |
| 11  | 44  | Roberto Rolfo    | Kawasaki     | 22     | +29.270   | 21   | 5      |
| 12  | 4   | Jonathan Rea     | Honda        | 22     | +31.059   | 12   | 4      |
| 13  | 2   | Leon Camier      | Aprilia      | 22     | +31.721   | 17   | 3      |
| 14  | 86  | Ayrton Badovini  | BMW          | 22     | +36.389   | 20   | 2      |
| 15  | 67  | Bryan Staring    | Kawasaki     | 22     | +36.470   | 18   | 1      |
| 16  | 111 | Rubén Xaus       | Honda        | 22     | +41.928   | 16   |        |
| 17  | 52  | James Toseland   | BMW          | 22     | +55.239   | 15   |        |
| 18  | 12  | Josh Waters      | Suzuki       | 22     | +1:00.312 | 11   |        |
| 19  | 8   | Mark Aitchison   | Kawasaki     | 22     | +1:00.316 | 22   |        |
| 20  | 121 | Maxime Berger    | Ducati       | 22     | +1:30.125 | 19   |        |
| DNF | 17  | Joan Lascorz     | Kawasaki     | 13     | Ongeluk   | 13   |        |
| DNF | 50  | Sylvain Guintoli | Ducati       | 6      | Ongeluk   | 3    |        |

### Race 2
| Pos | Nr  | Rijder           | Constructeur | Rondes | Tijd          | Grid | Punten |
| --- | --- | ---------------- | ------------ | ------ | ------------- | ---- | ------ |
| 1   | 7   | Carlos Checa     | Ducati       | 22     | 34:15.041     | 1    | 25     |
| 2   | 1   | Max Biaggi       | Aprilia      | 22     | +1.188        | 2    | 20     |
| 3   | 33  | Marco Melandri   | Yamaha       | 22     | +1.406        | 8    | 16     |
| 4   | 4   | Jonathan Rea     | Honda        | 22     | +10.563       | 12   | 13     |
| 5   | 91  | Leon Haslam      | BMW          | 22     | +10.885       | 4    | 11     |
| 6   | 2   | Leon Camier      | Aprilia      | 22     | +16.914       | 17   | 10     |
| 7   | 41  | Noriyuki Haga    | Aprilia      | 22     | +17.558       | 14   | 9      |
| 8   | 84  | Michel Fabrizio  | Suzuki       | 22     | +17.679       | 9    | 8      |
| 9   | 66  | Tom Sykes        | Kawasaki     | 22     | +18.070       | 10   | 7      |
| 10  | 111 | Rubén Xaus       | Honda        | 22     | +19.053       | 16   | 6      |
| 11  | 96  | Jakub Smrž       | Ducati       | 22     | +19.060       | 6    | 5      |
| 12  | 44  | Roberto Rolfo    | Kawasaki     | 22     | +23.771       | 21   | 4      |
| 13  | 12  | Josh Waters      | Suzuki       | 22     | +23.956       | 11   | 3      |
| 14  | 52  | James Toseland   | BMW          | 22     | +28.713       | 15   | 2      |
| 15  | 58  | Eugene Laverty   | Yamaha       | 22     | +32.673       | 5    | 1      |
| 16  | 8   | Mark Aitchison   | Kawasaki     | 22     | +33.226       | 22   |        |
| 17  | 67  | Bryan Staring    | Kawasaki     | 22     | +42.598       | 18   |        |
| 18  | 121 | Maxime Berger    | Ducati       | 22     | +51.819       | 18   |        |
| 19  | 11  | Troy Corser      | BMW          | 22     | +55.738       | 6    |        |
| DNF | 17  | Joan Lascorz     | Kawasaki     | 14     | Uitgevallen   | 12   |        |
| DNF | 86  | Ayrton Badovini  | BMW          | 0      | Uitgevallen   | 19   |        |
| DNS | 50  | Sylvain Guintoli | Ducati       | 0      | Did not start | 3    |        |

## Supersport
| Pos | Nr  | Rijder            | Constructeur | Rondes | Tijd        | Grid | Punten |
| --- | --- | ----------------- | ------------ | ------ | ----------- | ---- | ------ |
| 1   | 9   | Luca Scassa       | Yamaha       | 21     | 33:34.739   | 5    | 25     |
| 2   | 23  | Broc Parkes       | Kawasaki     | 21     | +0.009      | 4    | 20     |
| 3   | 11  | Sam Lowes         | Honda        | 21     | +0.033      | 3    | 16     |
| 4   | 44  | David Salom       | Kawasaki     | 21     | +0.272      | 1    | 13     |
| 5   | 127 | Robbin Harms      | Honda        | 21     | +16.969     | 9    | 11     |
| 6   | 77  | James Ellison     | Honda        | 21     | +23.943     | 11   | 10     |
| 7   | 21  | Florian Marino    | Honda        | 21     | +31.788     | 7    | 9      |
| 8   | 31  | Vittorio Iannuzzo | Kawasaki     | 21     | +31.837     | 18   | 8      |
| 9   | 5   | Alexander Lundh   | Honda        | 21     | +31.870     | 20   | 7      |
| 10  | 91  | Danilo Dell'Omo   | Triumph      | 21     | +32.817     | 13   | 6      |
| 11  | 34  | Ronan Quarmby     | Triumph      | 21     | +43.799     | 17   | 5      |
| 12  | 69  | Ondřej Ježek      | Honda        | 21     | +56.116     | 19   | 4      |
| 13  | 8   | Bastien Chesaux   | Honda        | 21     | +1:00.055   | 21   | 3      |
| 14  | 38  | Balázs Németh     | Honda        | 21     | +1:05.999   | 24   | 2      |
| 15  | 10  | Imre Tóth         | Honda        | 21     | +1:06.318   | 23   | 1      |
| 16  | 60  | Vladimir Ivanov   | Honda        | 21     | +1:14.472   | 16   |        |
| 17  | 25  | Marko Jerman      | Triumph      | 21     | +1:24.183   | 25   |        |
| 18  | 7   | Chaz Davies       | Yamaha       | 20     | +1 ronde    | 8    |        |
| 19  | 87  | Luca Marconi      | Yamaha       | 20     | +1 ronde    | 26   |        |
| 20  | 22  | Roberto Tamburini | Yamaha       | 20     | +1 ronde    | 6    |        |
| DNF | 99  | Fabien Foret      | Honda        | 15     | Uitgevallen | 2    |        |
| DNF | 55  | Massimo Roccoli   | Kawasaki     | 15     | Uitgevallen | 12   |        |
| DNF | 117 | Miguel Praia      | Honda        | 10     | Uitgevallen | 14   |        |
| DNF | 28  | Paweł Szkopek     | Honda        | 10     | Uitgevallen | 15   |        |
| DNF | 4   | Gino Rea          | Honda        | 5      | Uitgevallen | 10   |        |
| DNF | 19  | Mitchell Pirotta  | Honda        | 1      | Uitgevallen | 22   |        |

## Tussenstanden na wedstrijd

### Superbike
| Pos | Nr | Rijder          | Team    | Punten |
| --- | -- | --------------- | ------- | ------ |
| 1   | 7  | Carlos Checa    | Ducati  | 50     |
| 2   | 1  | Max Biaggi      | Aprilia | 40     |
| 3   | 33 | Marco Melandri  | Yamaha  | 27     |
| 4   | 91 | Leon Haslam     | BMW     | 27     |
| 5   | 84 | Michel Fabrizio | Suzuki  | 18     |

### Supersport
| Pos | Nr  | Rijder       | Team     | Punten |
| --- | --- | ------------ | -------- | ------ |
| 1   | 9   | Luca Scassa  | Yamaha   | 25     |
| 2   | 23  | Broc Parkes  | Kawasaki | 20     |
| 3   | 11  | Sam Lowes    | Honda    | 16     |
| 4   | 44  | David Salom  | Kawasaki | 13     |
| 5   | 127 | Robbin Harms | Honda    | 11     |

1990 · 1991 · 1992 · 1994 · 1995 · 1996 · 1997 · 1998 · 1999 · 2000 · 2001 · 2002 · 2003 · 2004 · 2005 · 2006 · 2007 · 2008 · 2009 · 2010 · 2011 · 2012 · 2013 · 2014 · 2015 · 2016 · 2017 · 2018 · 2019 · 2020 · 2022 · 2023 · 2024 · 2025